# Schistura beavani
Schistura beavani е вид лъчеперка от семейство Nemacheilidae. Видът не е застрашен от изчезване.

## Разпространение
Разпространен е в Индия (Западна Бенгалия, Мегхалая, Утар Прадеш и Утаракханд) и Непал.

## Описание
На дължина достигат до 8 cm.